# Uromyces macnabbi
Uromyces macnabbi ist eine Ständerpilzart aus der Ordnung der Rostpilze (Pucciniales). Der Pilz ist ein Endoparasit des Süßgrases Danthonia raoulii. Symptome des Befalls durch die Art sind Rostflecken und Pusteln auf den Blattoberflächen der Wirtspflanzen. Sie ist ein Endemit Neuseelands.

## Merkmale

### Makroskopische Merkmale
Uromyces macnabbi ist mit bloßem Auge nur anhand der auf der Oberfläche des Wirtes hervortretenden Sporenlager zu erkennen. Sie wachsen in Nestern, die als gelbliche bis braune Flecken und Pusteln auf den Blattoberflächen erscheinen.

### Mikroskopische Merkmale
Das Myzel von Uromyces macnabbi wächst wie bei allen Uromyces-Arten interzellulär und bildet Saugfäden, die in das Speichergewebe des Wirtes wachsen. Aecien oder Spermogonien der Art sind nicht bekannt. Die zimtbraunen, pulverigen Uredien des Pilzes wachsen oberseitig auf den Wirtsblättern. Seine ebenfalls zimtbraunen Uredosporen sind 35–42 × 30–35 µm groß, meist eiförmig bis breitellipsoid und stachelwarzig. Die blattoberseitig wachsenden Telien der Art sind schwarzbraun, pulverig und kompakt. Die kastanienbraunen Teliosporen sind einzellig, in der Regel ellipsoid und 30–42 × 18–21 µm groß. Ihre Stiele sind gelblich und bis zu 125 µm lang.

## Verbreitung
Das bekannte Verbreitungsgebiet von Uromyces macnabbi umfasst lediglich Neuseeland.

## Ökologie
Die Wirtspflanze von Uromyces macnabbi ist Danthonia raoulii. Der Pilz ernährt sich von den im Speichergewebe der Pflanzen vorhandenen Nährstoffen, seine Sporenlager brechen später durch die Blattoberfläche und setzen Sporen frei. Die Art verfügt über einen Entwicklungszyklus, von dem bislang lediglich Telien und Uredien sowie deren Wirt bekannt sind; Spermogonien und Aecien konnten dem Pilz nicht zugeordnet werden.